# Sargocentron vexillarium
Sargocentron vexillarium (Poey, 1860) è un pesce osseo marino appartenente alla famiglia Holocentridae.

## Distribuzione e habitat
La specie è endemica dell'oceano Atlantico occidentale tropicale. Si trova dalla Florida al Venezuela comprendendo l'intero mar dei Caraibi, il golfo del Messico tranne la parte settentrionale, le Bermuda e le Bahamas. Si tratta delpesce scoiattolo più comune ai Caraibi.
S. vexillarium è legato alle barriere coralline costiere a bassa profondità e si trova anche nelle pozze di marea. Passa le ore del giorno in piccoli anfratti.
La distribuzione batimetrica va da 0 a 20 metri.

## Descrizione
L'aspetto è quello comune a gran parte degli Holocentridae con corpo snello , occhi grandi e muso appuntito. La sagoma è più alta rispetto a Sargocentron coruscum, l'altro Sargocentron più comune nell'area caraibica. Il profilo della testa presenta una gibbosità frontale ad "angolo" sopra l'occhio. La bocca è relativamente piccola con la mascella superiore più sporgente. La colorazione è caratterizzata da bande orizzontali alternate bianche e rosso ruggine, non rosso vivo come in altri Holocentridae, solo la testa e la nuca sono rosso vivace. Una macchiolina nera è presente alla base delle pinne pettorali. La parte spinosa della pinna dorsale è uniformemente rosso bruna, senza bande bianche.
Raggiunge i 18 cm di lunghezza.

## Biologia

### Comportamento
È notturno come tutti gli Holocentridae. Si tratta di una specie molto timida e raramente osservata dai subacquei.

### Alimentazione
Si nutre prevalentemente di granchi ma può predare un'ampia gamma di invertebrati bentonici come altri crostacei (cirripedi, copepodi, ostracodi, gamberi e altri), molluschi (gasteropodi, chitoni e cefalopodi ottopodi), ofiure e piccoli pesci (tra i quali i giovanili di pesce chirurgo).

### Predatori
Sono riportati casi di predazione da parte di Epinephelus striatus tra i pesci e di Anous stolidus e Sterna fuscata tra gli uccelli. Viene predato da specie invasive del genere Pterois.

## Pesca
Questa specie non viene pescata se non in piccolissime quantità per il mercato dei pesci d'acquario.

## Conservazione
La specie è comune in tutto il suo ampio areale, non viene pescata né è soggetta ad altri impatti. Per questo la lista rossa IUCN la classifica come "a rischio minimo".